# Borovnice (železniční zastávka)
Borovnice je železniční zastávka nacházející se u západního konce zástavby obce Borovnice v okrese Trutnov. Zastávka leží v km 73,922 neelektrizované jednokolejné trati Pardubice–Liberec mezi stanicemi Mostek a Horka u Staré Paky. Jedná se o nejvýše položené nádraží na trati Pardubice–Liberec, neboť se nachází v nadmořské výšce 506 m, nedaleko od zastávky je pak nejvyšší bod celé trati – 508,2 m n. m.

## Historie
Trať procházející zastávkou byla zprovozněna již 1. června 1858 (úsek z Jaroměře do Horek u Staré Paky), ale zastávka s tehdejším německým názvem Grossborowitz byla otevřena až 1. ledna 1886. Zastávka byla zřízena u strážního domku číslo 86.
V roce 1898 došlo k drobné úpravě pojmenování na Gross Borowitz, v roce 1918 se přešlo na české označení Velká Borovnice. Od roku 1924 se již používá název Borovnice, výjimkou byla pouze léta 1938 až 1945, kdy se nakrátko navrátilo německé jméno Gross Borowitz.
V roce 2015 byla zastávka rekonstruována, bylo vybudováno nové nástupiště s betonovým přístřeškem pro cestující.

## Popis zastávky
Původní zastávka měla jen sypané nástupiště zřízené u strážního domku, později byla k strážnímu domku přistavěna čekárna. Tento objekt později začal sloužit pouze bydlení.

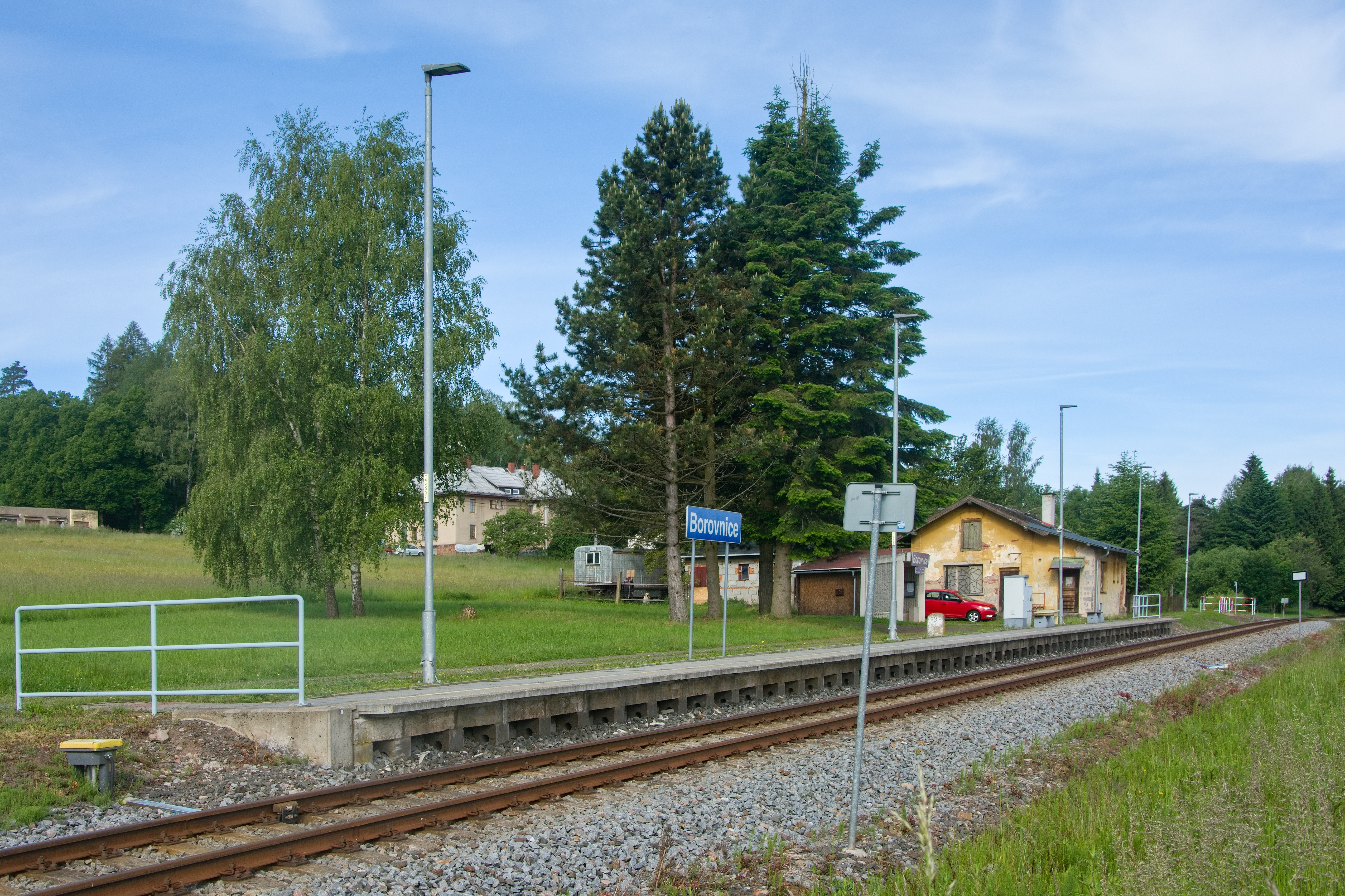
Celkový pohled na zastávku od přejezdu P5248, v pozadí za bývalým strážním domkem přechod pro pěší

Po rekonstrukci zastávky, která proběhla v roce 2015, je v místě u traťové koleje zřízeno vnější jednostranné nástupiště o délce 60 m s nástupní hranou ve výšce 550 mm nad temenem kolejnice. Přístup k zastávce je úrovňový z příjezdové komunikace. Cestujícím je k dispozici přístřešek, o jízdách vlaků jsou informováni pomocí rozhlasu, který je ovládán ze Staré Paky.
Zastávka se nachází mezi dvěma železničními přejezdy: P5248 v km 73,850 a P5249 v km 73,977. Přejezd P5248 je křížením s místní komunikací v obci Borovnice a je zabezpečený světelným přejezdovým zabezpečovacím zařízením bez závor. Do roku 2015 byl tento přejezd opatřen jen výstražnými kříži. Přejezd P5249 je zabezpečen výstražnými kříži, jde o přechod pro pěší se zábradlím.